# Dejan Vukićević
Dejan Vukićević (in serbo Дејан Вукићевић?; Titograd, 27 aprile 1968) è un allenatore di calcio ed ex calciatore montenegrino, di ruolo centrocampista.

## Palmarès

### Giocatore

#### Competizioni nazionali
- Campionato serbo-montenegrino: 2

Partizan: 1995-1996, 1996-1997

### Allenatore

#### Competizioni nazionali
- Campionato montenegrino: 2

Zeta: 2006-2007
Mogren: 2008-2009
- Coppa del Montenegro: 1

Mogren: 2007-2008